# Karl Marx-ordenen
Karl Marx-ordenen var den vigtigste orden i Deutsche Demokratische Republik (DDR) ("Østtyskland"). Ordenen blev grundlagt 5. maj 1953 på 135-årsdagen for Karl Marx' fødsel efter anbefaling af Ministerrat der DDR. Karl Marx-ordenen havde én klasse. Den blev givet til personer, virksomheder, organisationer og militære grupper for exceptionel fortjeneste i forhold til ideologi, kultur, økonomi og andet. Modtagere af ordenen fik også 20.000 Mark. Borgere fra andre lande kunne også blive tildelt ordenen. 
Ordenstegnet bestod af en rødemaljeret femtakket stjerne i guld. I midten af medaljongen fandtes et reliefportræt af Karl Marx. Stjernen var lagt på en egekrans. Ordenstegnet var ophængt i et rødt bånd. 
Uddelingen af Karl Marx-ordenen ophørte, da DDR blev tilsluttet Forbundsrepublikken Tyskland og dermed ophørte med at eksistere i efteråret 1990.

## Modtagere af ordenen
- 1953: Walter Ulbricht, Otto Grotewohl, Hermann Matern, Wilhelm Pieck, Wilhelm Zaisser
- 1961: Alfred Kurella
- 1962: Franz Dahlem, Herbert Warnke, Otto Winzer
- 1963: Willy Rumpf, Karl Maron
- 1965: Paul Fröhlich
- 1967: John Heartfield, Karl Mewis, Wilhelm Kling
- 1968: Roman Chwalek, Kurt Seibt, Max Burghardt
- 1969: Lotte Ulbricht, Erich Honecker, Jürgen Kuczynski, Hermann Matern, Albert Norden, Willi Stoph, Paul Verner,
- 1970: Heinz Hoffmann, Erich Mückenberger, Erwin Kramer, Bruno Apitz, Harry Tisch, Otto Braun, Max Burghardt
- 1972: Klaus Gysi, Kurt Hager, Max Fechner, Erich Honecker, Max Spangenberg
- 1973: Ernst Albert Altenkirch, Friedrich Dickel, Ernst Goldenbaum, Erich Mielke, Fred Oelßner
- 1974: Alexander Schalck-Golodkowski, Willi Stoph, Markus Wolf, Walter Arnold, Jurij Brězan, Fritz Cremer, Josip Broz Tito
- 1975: Horst Sindermann, Paul Wandel
- 1976: Luise Ermisch, Wolfgang Junker, Günter Mittag, Werner Walde, Ernst Scholz, Paul Verner
- 1977: Hilde Benjamin, Kurt Hager, Erich Honecker, Margot Honecker, Erich Mielke, Josip Broz Tito
- 1978: Werner Felfe, Hans Modrow, Joachim Herrmann, Elli Schmidt, Werner Krolikowski, Konrad Naumann
- 1979: Horst Dohlus, Johannes Chemnitzer, Gerhard Grüneberg, Heinz Keßler, Peter Edel, Klaus Fuchs
- 1980: Heinz Hoffmann, Alfred Lemmnitz, Siegfried Lorenz
- 1981: Erwin Geschonneck, Peter Florin, Albert Norden, Paul Gerhard Schürer
- 1982: Alexander Schalck-Golodkowski, Kurt Hager, Erich Honecker, Erich Mielke, Paul Scholz
- 1983: Lotte Ulbricht, Gerhard Beil, Friedrich Dickel, Egon Krenz, Oskar Fischer, Theo Balden
- 1984: Alfred Neumann, Willi Stoph, Volksmarines 6. flotille
- 1985: Horst Dohlus, Friedrich Dickel, Heinz Hoffmann, Erich Honecker, Bruno Lietz, Erich Mückenberger
- 1986: Heinrich Adameck, Günter Mittag, Gisela Glende
- 1987: Hilde Benjamin, Margot Honecker, Werner Jarowinsky, Erich Mielke, Markus Wolf
- 1988: Manfred Gerlach, Joachim Herrmann, Kurt Seibt, Nicolae Ceauşescu
- 1989: Günter Schabowski, Willi Stoph, Günther Wyschofsky, Herbert Weiz